# Cetatea Unguraș
Cetatea Unguraș (în prezent în stare de ruină), situată pe "Dealul Cetății", Unguraș, județul Cluj, este înscrisă pe lista monumentelor istorice din județul Cluj elaborată de Ministerul Culturii și Patrimoniului Național din România în anul 2010.

## Istoric
Cetatea a fost ridicată după marea invazie a mongolilor din 1241 și apare menționată documentar în 1269, fiind deținută până în 1321 de voievodul Transilvaniei Ladislau Kan, după care devine proprietatea familiei Losonci. Există un document din 1308 care amintește că la acel moment Kan era proprietarul cetății. Pietrele cetății au fost aduse din cariera Ciceu-Mihăiești, cf. monografiei Kadar. Rolul fortificației era de a apăra minele de sare de la Dej și Nireș.
Petru Rareș primește cetatea de la Ioan Zapolya după ce îl învinge în 1529 pe Ferdinand de Habsburg. În 1536 Ștefan Mailat, la ordinul lui Ioan Zapolya, cucerește cetatea, la puțin timp aceasta fiind cumpărată de cancelarul regal Gheorghe Martinuzzi contra sumei de 8.000 de florini. Câțiva ani mai târziu, în 1543 și 1544 Petru Rareș încearcă să reintre în posesia cetății, eșuând însă. Martinuzzi va da ordinul demolării cetății, împreună cu cea de la Ciceu, ordin susținut și de sultan pentru a elimina astfel locuri de refugiu ale posibililor pretendenți la tronul Moldovei.
Martinuzzi va dispune ridicarea cetății Gherlei, moment de la care cetatea Unguraș își pierde importanța, ea rămânând în paragină.
Cetatea a fost deținută de-a lungul timpului de Jakab Lackfi, voievod al Transilvaniei, de familiile nobiliare Banffy și Vardai, de Matia Corvin care o donează lui Janos Gereb, iar în 1467 a fost donată Episcopiei de Oradea, apoi de Petru Rareș, Ștefan Mailat.

## Descriere
Cetatea este dispusă pe platoul dealului "Dealul Cetății" (Varhegy), având o formă dreptunghiulară, cu laturile de 22, respectiv 22 de metri. Mai este vizibilă urma unui bastion estic, precum și șanțurile de apărare. În 1996 a fost ridicat aici un mic monument.